# Kobiór
Kobiór (niem. Kobier) – wieś w Polsce, w województwie śląskim, w powiecie pszczyńskim, siedziba jednowioskowej gminy Kobiór.

## Nazwa i herb
Kobiór jest jedyną w Polsce miejscowością o takiej nazwie. Jej etymologia przysporzyła badaczom wielu problemów. Henryk Borek, językoznawca zajmujący się analizą pochodzenia nazw śląskich rozważa dwie możliwości:
- nazwa Kobiór pochodzi od kobiór, kobierze-gwarowego określenia podbiału (Tusilago farfara), porastającego podmokłe łąki nad Korzeńcem,
- nazwa powstała od gwarowego kawior, kowior (pokryta roślinnymi zarostami woda), a głoska „w” została zastąpiona „b”.

Ciekawe są również opowieści ludowe zebrane i spisane przez miejscowego nauczyciela Tadeusza Kruka. Według jednej z nich nazwa Kobiór zrodziła się, gdy pierwsi osadnicy mozolnie wydobywający pnioki (gwarowe określenie pni drzew, pozostałych po ścięciu), wykrzykiwali do siebie: Kop, a bier! Z tego to powiedzenia rzekomo powstała dzisiejsza nazwa. Inni kobiórzanie twierdzili, że w nazwie ich miejscowości utrwalony został kobierzec utworzony przez kwiaty na polanie.
Według jednej z teorii nazwa miejscowości pochodzi od staropolskiej nazwy kobierca i związana jest z tkactwem, które się rozwijało w miejscowości. Niemiecki nauczyciel Heinrich Adamy w swoim dziele o nazwach miejscowych na Śląsku wydanym w 1888 roku we Wrocławiu wymienia jako pierwotną zanotowaną nazwę wsi Kobier podając jej znaczenie „Weberdorf” – „Wieś tkaczy”.

Herb gminy Kobiór

Aktualny herb Gminy Kobiór został ustalony przez Radę Gminy 12 lipca 1996 r. i przedstawia wizerunek świętego Urbana – papieża (postać z tiarą na głowie i krzyżem podtrzymywanym na lewym ramieniu), umieszczony na błękitnym tle. Patron Gminy Kobiór – święty Urban I – był rzymianinem, siedemnastym z kolei papieżem. Jego pontyfikat przypadł na lata 222–230. W kościele katolickim obchodzi się jego wspomnienie 25 maja. Święty Urban poprzez swoje nauczanie nawrócił bardzo wielu. Przypisuje się mu między innymi nawrócenie świętej Cecylii. Sam święty, działając w obronie Kościoła, wiele wycierpiał od prześladowców, szczególnie od cesarza rzymskiego Aleksandra Sewera. Poniósł męczeńską śmierć przez ścięcie. Z dniem, w którym Kościół wspomina świętego Urbana, ludność wiązała następujące przysłowia: „Na Urbana chwile jakie, to lato takie” „Po świętym Urbanie w zbożu gadanie”.
W 2001 roku (w dziesiątą rocznicę samorządności Gminy Kobiór) w Pracowni Szat Liturgicznych w Piekarach Śląskich powstał okazały sztandar, na którym znalazł się wizerunek świętego Urbana, a także herb województwa śląskiego – orzeł na błękitnym tle.

## Historia
Najstarsza udokumentowana historycznie wzmianka o Kobiórze pochodzi z 1467 r. XV-wieczny Kobiór był niewielką osadą zagrodniczą, do początków następnego stulecia liczącą zaledwie 9 gospodarstw. Wygląd XVII-wiecznego Kobióra przybliża mapa pszczyńskiego wolnego państwa stanowego sporządzona w 1636 r. przez Andreasa Hindenberga. Można zauważyć na niej folwark, istniejący już prawdopodobnie w XVI w.
Kompleks budynków handlowo-gastronomicznych w 1906 roku.
Jeszcze na początku XVIII wieku istniała w Kobiórze stadnina, w której hodowano około 200 koni dla potrzeb książąt pszczyńskich. Po przeniesieniu stadniny do oddalonej o 20 km Wisły Wielkiej, w latach czterdziestych XIX wieku, kobiórski folwark został zlikwidowany, a pozostałe po nim zabudowania przejęła służba leśna. Dziś na tym terenie znajdują się obiekty nadleśnictwa, które utworzono w 1820 r.
Okoliczne lasy zachęcały do polowań i wypoczynku. Doceniając to, w 1861 r. książęta pszczyńscy wybudowali pałacyk myśliwski, służący właśnie tym celom. Z Pszczyny wiodła doń wysadzona dębami aleja, której fragmenty zachowały się do dziś, tworząc wraz z „zameczkiem” zespół zabytków przyrodniczo-kulturowych ziemi pszczyńskiej.
Znacząco na rozwój miejscowości wpłynęła wybudowana w latach 1862–1863 szosa łącząca Kobiór z Tychami i Murckami, a także zbudowanie linii kolejowej między Szopienicami i Dziedzicami. Pierwszy pociąg przejechał tą trasą 24 czerwca 1870 r. Dzięki tej inwestycji uzyskano bezpośrednie połączenie z koleją warszawsko-wiedeńską. Z chwilą uruchomienia linii kolejowej skończyła się era poczty konnej i dzięki temu od 1884 roku Kobiór ma własny urząd pocztowy.
W 1905 roku Kobiór liczył 1250 mieszkańców. Funkcję wójta pełnił Franciszek Jastrzemski, a sekretarzem był kierownik miejscowej szkoły Kroker. On też zajmował się sprawami lokalnego urzędu stanu cywilnego i stał na czele kobiórskiej ochotniczej straży pożarnej.
W 1914 roku, kiedy wybuchła I Wojna Światowa, do szeregów cesarskiej armii niemieckiej zaciągnięto ponad 200 kobiórzan. Ponad 50 z nich poległo. Mieszkańcy wyraźnie odczuwali skutki wojny, bowiem wprowadzono obowiązkowe oddawanie płodów rolnych i żywca. Dla potrzeb armii zabrano większość koni. Do pracy brakowało mężczyzn, więc ciężkie prace polowe wykonywały dzieci, starcy oraz kobiety. Po wprowadzeniu kartek żywnościowych pojawiły się osoby spoza miejscowości, by tu w drodze handlu wymiennego uzyskać pozakartkowe artykuły spożywcze.
W trudnym okresie powstań śląskich, w których również uczestniczyli Kobiórzanie w walkach o Stare Koźle, Bierawe, Zakrzów, Leśnicę, Górę św. Anny, funkcję wójta pełnił Paweł Machalica (1919–1922). W okresie tym powstawały organizacje niepodległościowe takie jak Rada Robotniczo-Chłopska, komórka Polskiej Organizacji Wojskowej, koło Narodowego Stronnictwa Robotników, czy też „Sokół”.
Podczas plebiscytu Kobiór miał dwa obwody głosowania (wieś i obszar dworski) i każda z nich miała własne listy swych wyborców oraz odrębną urnę. Oficjalne wyniki plebiscytu ogłosiła Międzysojusznicza Komisja Rządząca i Plebiscytowa w dniu 7 maja 1921 roku:
Wieś obszar dworski razem
- uprawnionych do głosowania: 989 333 1332

w tym tzw. emigranci: 76 17 93
- liczba głosujących: 974 317 1291
- liczba głosów za Polską: 797 256 1053
- liczba głosów za Niemcami: 175 61 236
- głosy nieważne: 2 – 2

W latach 20. zlikwidowano odrębność obszaru dworskiego i od tego czasu Kobiór stanowił jedna zwartą jednostkę administracyjną liczącą ponad 2450 mieszkańców.
Pierwszy preliminarz budżetowy powstał w gminie w 1925 roku. Po stronie wpływów pochodzących z podatków i różnych opłat przewidziano 6272 zł (miesięczna pensja kierownika szkoły wynosiła ponad 100 zł). Po stronie rozchodów znalazły się następujące pozycje:
- utrzymanie administracyjne gminy: 2740 zł;
- utrzymanie dróg gminnych: 300 zł;
- utrzymanie szkoły bez płac: 1500 zł;
- ochrona przeciwpożarowa: 132 zł;
- pomoc ubogim: 1400 zł;
- inne wydatki: 200 zł.

W 1919 roku erygowano parafię katolicką. Jednak kościół wzniesiony kilka lat wcześniej wymagał dalszych nakładów finansowych. Koszty ponosili parafianie oraz gmina. Pieniądze jednak nie wystarczyły na całkowity remont, wówczas proboszcz wystarał się w Kurii o pożyczkę w wysokości 5000 zł. W 1934 roku wydano z budżetu gminy 500 zł na pierwsze dzwony kościelne.
Do najpoważniejszych przedsięwzięć okresu międzywojennego zaliczyć można elektryfikację Kobióra. Koszty ponosiła gmina, która też została właścicielem sieci energetycznej. W związku z dużymi kosztami wystąpiono o pożyczkę w kwocie 20 000 zł.
Przez długie lata biuro kobiórskiej gminy mieściło się w prywatnych domach. W styczniu 1930 roku uchwalono wzniesienie budynku gminnego. Prace budowlane rozpoczęto w 1935 roku, obiekt ten do dziś pełni funkcję siedziby urzędu gminy z przerwą w latach 1977–1991. W okresie tym w Kobiórze istniał posterunek Policji Wojewódzkiej, który w swoim zakresie obejmował tylko Kobiór.
W 1939 roku w przygotowaniach do obrony, na skraju Kobióra saperzy zaczęli budować umocnienia. Przygotowywano zawały leśne, zasieki z drutu kolczastego, kopano okopy. Pluton saperów zakwaterowano na terenie tartaku. W obronie Kobióra zginęło 13 polskich żołnierzy, a 42 zostało rannych. Po wycofaniu się żołnierzy z terenu Kobióra, do miejscowości wkroczyli Niemcy i zamordowali bezbronnych mężczyzn, spalono domy, wzięto zakładników, których przetrzymywano w więzieniu. Z chwilą wejścia do Kobióra Wehrmachtu zaczęto organizować niemiecki urząd gminy. W czasie okupacji większość kobiórzan znalazła się na liście narodowości niemieckiej. Resztę mieszkańców pozbawiono praw obywatelskich i majątku. Krwawe wydarzenia zniechęcały do podejmowania działalności konspiracyjnej, mimo to istniały tu zaczątki organizacji podziemnych. Niemal wszyscy wermachtowcy pochodzący z Kobióra, którzy dostali się do niewoli na froncie zachodnim służyli później w Polskich Siłach Zbrojnych. Uczestniczyli w walkach we Włoszech, Francji, Belgii, Holandii, Niemczech.
W roku 1941 przy teraźniejszej ul. Leśników zbudowano trzy duże baraki, w których umieszczano więźniów. W ten sposób powstał podobóz KL Auschwitz – Birkenau (obecnie powstał tam obelisk dla uczczenia pamięci ofiar podobozu). Przebywało w nim jednorazowo ponad 200 więźniów. Marne wyżywienie, wyczerpująca i szkodliwa praca oraz nieludzkie traktowanie doprowadzały ich do skrajnego wyczerpania. Zmarłych wywożono do obozu w Oświęcimiu. W 1943 roku podobóz został zlikwidowany.
W styczniu 1945 roku wkroczyła piechota radziecka, oddziały niemieckie nie stawiały większego oporu i wycofały się w kierunku Czarkowa. Pewien odsetek żołnierzy Wehrmachtu przebywający w rejonie Kobióra stanowili Ślązacy. Rzucili broń i postanowili poddać się Rosjanom. Niestety zostali wszyscy rozstrzelani, a szczątki pogrzebano w pobliskim lesie. Ostatni czerwonoarmiści opuścili Kobiór w maju. Następnie pełnomocnik wojewody na powiat pszczyński mianował pierwszego powojennego naczelnika gminy. Został nim Aleksander Chęciński. Wicenaczelnikiem został Józef Plichta, a w skład pierwszej Rady Gminy w wyniku nominacji wchodzili: Józef Penkala, Klicha, Stefan Machalica, Jerzy Ryś, Józef Domżoł i Franciszek Grolik. Chęciński urzędował jedynie przez 2 miesiące, a w tajnym głosowaniu na jego następcę został wybrany Józef Malcharek – zasłużony dla Kobióra działacz przedwojenny. W roku 1945 władze komunistyczne zlikwidowały gminy jednowioskowe i zaczęły funkcjonować gminy zbiorcze. Kobiór ze względu na jego specyficzne położenie geograficzne przetrwał do 1954 roku jako gmina jednowioskowa nowego typu. Następnie podjęto kolejną decyzję o reorganizacji podziału administracyjnego kraju. Ustawa Sejmowa likwidowała dotychczasowe gminy i tworzyła jednostki zwane gromadami, które liczyły od 2 i więcej wsi. Z podanych już przyczyn Kobiór i tym razem nie odczuł tej zmiany. Istniał jako jednowioskowa gromada do 1972 roku. w 1973 roku ponownie powstały gminy zbiorcze. Gminę Kobiór tworzyły trzy wioski: Kobiór, Piasek i Czarków. W 1977 roku dokonano samolikwidacji Gminy Kobiór, która z dniem 1 lutego stała się częścią Tych. Powstał wówczas Komitet Osiedlowy Samorządu Mieszkańców. Włączenie do Tych spowodowało totalne zahamowanie rozwoju miejscowości. W 1989 roku władze Tych wyłożyły do wglądu plany zabudowy Kobióra, które przewidywały rozbudowę wsi do 9,5 tys. oraz do 14 tys. mieszkańców, co zaniepokoiło miejscowych działaczy. Wzmocniło to wolę walki o odłączenie się od Tych. Głównym inicjatorem poczynań na rzecz przywrócenia Kobiórowi dawnego statusu był Czesław Świerkot, który zapoznał i przekonał Franciszka Schmidta do swoich racji. Następnie z inicjatywy F. Schmidta powstało Stowarzyszenie Miłośników Kobióra. Stowarzyszenie zostało zarejestrowane w Sądzie Wojewódzkim, przez co mogło efektownie walczyć o odłączenie swej wioski. Poparto wybór na posłów Bolesława Twaroga, Jana Rzymełkę, Stefana Sobieszczańskiego, którzy później wspierali kobiórzan w dążeniu do odtworzenia gminy. Następnie wybory wygrał wspierany przez kobierskich działaczy Komitet Obywatelski, co miało duże znaczenie przy podejmowaniu decyzji o podziale miasta. Owocny również okazał się kontakt z wojewodą śląskim Wojciechem Czechem. Wręczono mu akt poparcia dla jego pracy na rzecz Śląska, wówczas wojewoda zdecydowanie poparł dążenia kobiórzan. W grudniu 1989 roku przeprowadzono referendum w sprawie reaktywowania Gminy Kobiór – udział wzięło 90% mieszkańców, z czego 75% poparło inicjatywę ponownego utworzenia własnej gminy. W dniu 22 grudnia 1990 roku nadeszła historyczna chwila, premier rządu, Tadeusz Mazowiecki, podpisał dokument, na mocy którego Kobiór z dniem 2 kwietnia 1991 roku ponownie stał się samodzielną gminą. Stowarzyszenie Miłośników Kobióra zorganizowało wybory do Rady Gminy, a na pierwszego wójta gminy radni wybrali Stefana Ryta.
Symbolami własnej tożsamości są herb i sztandar oraz obchodzone corocznie z okazji święta patrona przypadającego 25 maja „Dni Kobióra”.
W latach 1954-1972 wieś była siedzibą gromady Kobiór.

## Transport i komunikacja
Kobiór jest gminą jednowioskową w województwie śląskim, powiecie pszczyńskim. Leży we wschodniej części Kotliny Raciborsko-Oświęcimskiej, w środku historycznej ziemi pszczyńskiej.
Centrum miejscowości jest zlokalizowane na 18°56′ długości geograficznej wschodniej i 50°04′ szerokości geograficznej północnej. Teren znajduje się na wysokości 250 m n.p.m. Powierzchnia wynosi 49,49 km². Gminę zamieszkuje około 5000 mieszkańców.
Kobiór położony jest na leśnej polanie, otoczonej przez lasy, będące pozostałością Puszczy Pszczyńskiej. Przez środek miejscowości przepływa rzeka Korzeniec będąca lewym dopływem Pszczynki, zaś w północnej części gminy ma bieg rzeka Gostynka.
Kobiór ma bardzo dobre warunki komunikacyjne. Przez teren miejscowości przebiega trasa szybkiego ruchu DK-1 łącząca Katowice z Bielskiem, zapewniająca również dobre połączenie z centralną oraz północną częścią kraju. Tu również łączy się z tą trasą droga prowadząca do Gliwic. Jedynie trzydzieści minut trzeba poświęcić, aby dojechać do jednego z wyżej wymienionych miast. Znacznie mniej czasu, bo około dziesięć minut, zajmuje podróż samochodem do Tychów, Pszczyny lub Mikołowa.
Uzupełnieniem układu komunikacyjnego jest szlak kolejowy, łączący Katowice z Bielskiem oraz atrakcyjnymi miejscowościami wypoczynkowymi w Beskidach, takimi jak: Żywiec, Wisła czy Zwardoń .

## Sport
Od 1948 w Kobiórze działa piłkarski klub sportowy LKS Leśnik Kobiór. Prowadzi sekcję trampkarzy, juniorów, seniorów. Do lat sześćdziesiątych klub występował pod nazwą Lechia Kobiór i zrzeszał sekcje piłki nożnej, hokeja na lodzie, piłki ręcznej oraz tenisa stołowego. Obecnie w klubie działa tylko sekcja piłki nożnej. Drużyna występuje w rozgrywkach A klasy, grupie tyskiej. Klub swoje mecze rozgrywa na Gminnym Ośrodku Sportowym.
W Kobiórze funkcjonuje także drużyna skata – Skat Club Kobiór.

## Trasy rowerowe
Niewątpliwą zaletą gminy Kobiór jest jej położenie wśród lasów gęsto poprzecinanych duktami leśnymi dającymi świetne warunki do uprawiania turystyki pieszej i rowerowej. Przez Gminę Kobiór przebiega sieć tras rowerowych oznaczonych na mapie kolorami.
Wojewódzka trasa rowerowa nr 1 („Książęca”) – łączy Katowice, Tychy, Kobiór, Pszczynę, Goczałkowice-Zdrój i docelowo Bielsko-Białą. Długość trasy na obszarze Powiatu Pszczyńskiego wynosi: ok. 16 km. Jej przebieg na odcinku gminy Kobiór zaczyna się w Promnicach. W tym miejscu można podziwiać położony nad Jeziorem Paprocańskim zabytkowy pałacyk myśliwski z 1861 r., w którym obecnie mieści się hotel Noma Residence. Pałacyk wraz z otoczeniem stanowi jedną z największych atrakcji Kobióra. Na uwagę zasługuje pomnik św. Huberta, stojący naprzeciw głównego wejścia do pałacu oraz otaczający starodrzew stanowiący w całości pomnik przyrody przyjęty pod ochronę uchwałą Rady Gminy Kobiór. Z tego miejsca, kierując się na południe, dojedziemy do skrzyżowania z drogą książęcą, na którym jest usytuowana drewniana rzeźba halabardników. Skręcając na zachód drogą asfaltową obsadzoną pięknymi drzewami, dojedziemy do skrzyżowania z drogą powiatową relacji Kobiór – Tychy. Jadąc dalej prosto ul. Żelazną można dotrzeć do dworca kolejowego w Kobiórze, a stąd przejeżdżając pod wiaduktem ścieżką równoległą do torów kolejowych, dojechać do zabytkowego mostu kolejowego na rzece Korzeniec. Pod mostem została wykonana drewniana kładka, po której bezpiecznie można przekroczyć równocześnie rzekę i linię kolejową. Za mostem trasa skręca w lewo do granicy administracyjnej z Gminą Pszczyna. Niedaleko stąd trasa skręca na południe w kierunku Czarkowa i Pszczyny.
Międzygminna Trasa Rowerowa w Powiecie Pszczyńskim „Plessówka”, relacji Pawłowice Rynek – Suszec – Kobiór – Pszczyna Zamek. Długość trasy: ok. 44,5 km. Na terenie gminy Kobiór trasa zaczyna się w rejonie „Doliny Trzech Stawów”. Wjeżdżamy do niej przez kratownicowy most na Korzeńcu północnym. Po lewej stronie można zobaczyć jaz piętrzący wodę. Po prawej stronie zbiornik górny z ujęciem wody dla celów przeciwpożarowych. ul. Leśników, wyjeżdżamy z lasu. Po prawej stronie widzimy zbiornik środkowy wykorzystywany rekreacyjnie przez wędkarzy. Następnie mijamy tzw. Kąty oraz skrzyżowanie z drogą Na Kąty obsadzoną szpalerem dębów szypułkowych – uznanym przez Radę Gminy za pomnik przyrody, prowadzącą w kierunku północnym pod kaplicę św. Antoniego i dalej na Starą Piłę. Jadąc prosto ul. Leśników po lewej stronie zobaczymy obelisk upamiętniający lokalizację w tym miejscu w czasie okupacji podobozu KL Auschwitz. Następnie wjeżdżamy w rejon siedziby Nadleśnictwa. Tutaj na skrzyżowaniu dróg można zauważyć kamienny głaz postawiony dla upamiętnienia potyczki leśników z hitlerowcami w czasie kampanii wrześniowej. Aby bezkolizyjnie przeprawić się przez linię kolejową, należy pojechać w prawo i dalej w kierunku południowym równolegle do linii PKP, aż do mostku na Korzeńcu. Tutaj po lewej stronie zauważymy zabytkowy most kolejowy oraz kładkę drewnianą w korycie rzeki. Po przekroczeniu linii kolejowej można dojechać ul. Łukową aż do skrzyżowania z ul. Bartniczą. W tym miejscu na południe odbija żółta trasa lokalna w kierunku Muzeum Regionalnego „Smolarnia”. Jadąc dalej na wschód ul. Łukową, dojedziemy do skrzyżowania z ul. Przelotową, po czym prosto ul. Ołtuszewskiego przez tzw. Zagrodniki w rejon drogi krajowej nr 1 – ul. Beskidzka. Przejściem dla pieszych, oznaczonym pulsującymi światłami, przekraczamy „1” i po przejechaniu drogą wiodąca przy granicy lasu odcinka ok. 700 m, skręcamy w prawo na bezpieczną i wygodną asfaltową drogę technologiczną, prowadzącą wzdłuż wodociągu „Gocza”. Po przebyciu ok. 1300 m szlak przecina prostopadle drogę biegnącą z leśniczówki „Osowiec” do stawu „Żebrok”. Przemierzając dalej w kierunku południowym odcinek ok. 1400 m, docieramy do skrzyżowania duktów. Niedaleko stąd możemy schronić się i odpocząć na polu biwakowym. Dalej w kierunku południowym przez Studzienice i Jankowice, oznakowaną trasą możemy dotrzeć do zamku w Pszczynie.
Okrężna tematyczna trasa rowerowa Gminy Kobiór „Niedźwiedziówka”, relacji Kobiór Żorek – Zgoń – Las Kobiór – Miręgówka – Kobiór. Długość trasy: ok. 8,8 km. Jest to odgałęzienie od Międzygminnej Trasy Rowerowej „Plessówka”. Ze skrzyżowania dróg w górnej części Doliny Trzech Stawów należy kierować się drogą leśną na zachód w kierunku Zgonia, wzdłuż doliny Korzeńca. Po przejechaniu odcinka ok. 1700 m wśród lasu szlak skręca na północ, a następnie po ok. 800 m w lewo pod kątem prostym. W dalszym rozwinięciu trasa biegnie na zachód. Po przebyciu ok. 2200 m wyjeżdżamy na skraju lasu w Zgoniu. Skręcając w lewo jedziemy wzdłuż krawędzi lasu ok. 300 m, po czym wyjeżdżamy na drogę asfaltową – ul. Turystyczną, która prowadzi wśród rzadko usytuowanych gospodarstw do skrzyżowania z ul. Akacjową i dalej ok. 300 m przez wieś. Następnie skręty w prawo i w lewo do lasu, skąd kręta droga leśna doprowadzi nas do skrzyżowania przy leśniczówce zwanej Mitręgówka. Tu następuje połączenie z trasą rowerową „Plessówka”.
Łącznik rowerowy Gminy Kobiór „Stara Piła”, relacji Dolina Trzech Stawów – Stara Piła. Długość trasy: ok. 3,5 km. Jest to kolejne odgałęzienie Międzygminnego Szlaku Rowerowego „Plessówka”. Początek trasy znajduje się na wysokości środkowego stawu, przy skrzyżowaniu ul. Leśników z ul. Na Kąty. W tym miejscu skręcamy na północ i wzdłuż szpaleru starych dębów pomnikowych, dojeżdżamy do ul. Cichej. Jadąc w prawo docieramy w pobliże kaplicy św. Antoniego i dalej do skrzyżowania z ul. Centralną (DW 928). Po przekroczeniu tej drogi w prawo chodnikiem dojeżdżamy do skrzyżowania z ul. Żołędziową, tutaj skręcamy w lewo, w drogę obsadzoną również szpalerem dębów szypułkowych, objętych ochroną. Po przejechaniu odcinka ok. 500 m przez zabudowę osiedlową w rejonie skrzyżowania z ul. Zachodnią następuje łagodny skręt w lewo w kierunku lasu. Dalej w kierunku północnym duktem leśnym, o nie najlepszej nawierzchni, po przejechaniu ok. 1600 m, znajdujemy się na łąkach nad Gostynką, zwanych Starą Piłą. Przed nami zabudowania stadniny koni. Stąd, tą samą trasą można wrócić do Kobióra. Alternatywny przebieg tej trasy, z bezkolizyjnym przekroczeniem ul. Centralnej, prowadzi od Nadleśnictwa Kobiór, pod wiaduktem kolejowym – wzdłuż ul. Składowej i torów PKP – koło boiska sportowego, do skrzyżowania z ul. Zachodnią, na którym następuje połączenie z trasą opisaną powyżej.
Okrężna tematyczna trasa rowerowa Gminy Kobiór „Smolarnia”, relacji ul. Leśników (przy wiadukcie) – Smolarnia – Kościół – Droga Książęca – Kobiór Centrum. Długość trasy: ok. 8,6 km. Od głazu upamiętniającego potyczkę kobiórskich leśników z hitlerowcami, usytuowanym przy Nadleśnictwie Kobiór, trasa pokrywa się z trasą „Plessówka”. Prowadzi w kierunku południowym, wzdłuż torów kolejowych do mostu na rzecze Korzeniec. Tutaj należy przeprawić się po kładce ułożonej w korycie rzeki pod zabytkowym mostem kolejowym, w kierunku dzielnicy Kajzerowiec. Po przejechaniu ok. 150 m, ścieżką wzdłuż koryta Korzeńca dojeżdżamy do ul. Łukowej i dalej w kierunku wschodnim (ok. 300 m) do skrzyżowania z ul. Bartniczą. W tym miejscu następuje rozdzielenie „Plessówki” z trasą „Smolarnia”, która skręca w prawo. Na końcu ul. Bartniczej trasa skręca w prawo, a następnie w lewo do lasu i ścieżką gruntową, prowadzącą starymi groblami, do skrzyżowania duktów leśnych. Tutaj w lewo trawiastą szutrówką jedziemy w kierunku północnym do skraju lasu, gdzie znajduje się drewniany budynek Muzeum Regionalnego „Smolarnia”. Stąd prosto ul. Zmienną ok. 450 m do skrzyżowania z ul. Łukową. Następnie w lewo do skrzyżowania ul. Łukowej z ul. Ołtuszewkiego, na którym opisywana trasa przecina się z „Plessówką”. Dalej traktem pieszo-rowerowym przez mostek na Korzeńcu, docieramy w rejon ronda, gdzie po przekroczeniu ul. Przelotowej (DW928) dojeżdżamy w sąsiedztwo kościoła parafialnego przy ul. Rodzinnej. Stąd prosto ul. Rodzinną (obok cmentarza) do skrzyżowania z ul. Błękitną. W tym miejscu trasa skręca na północ, by po ok. 1300 m skręcić w lewo w Drogę Książęcą. Następnie prosto przez skrzyżowanie z ul. Przelotową trasa prowadzi ul. Żelazną w pobliże dworca PKP w Kobiórze. Z tego miejsca przejeżdżając pod wiaduktem kolejowym, można bezkolizyjnie dojechać w pobliże Nadleśnictwa, przy którym zamyka się pętla trasy „Smolarnia”.

## Atrakcje turystyczne
Do największych atrakcji gminy Kobiór należy:
Zameczek Myśliwski Promnice, 43-210 Kobiór, Promnice
Zameczek Myśliwski w Promnicach pomimo upływu wielu lat zachował swoją pierwotną formę, nadaną mu w 1868 roku. Drewniane stropy, schody i podłogi zachowały się w niemal nienaruszonym stanie. „Kochałam Promnice. Jest to mała malownicza budowla... będąca połączeniem elżbietańskiego domu leśnego i szwajcarskiego domku wiejskiego. Jest położona nad dużym pięknym jeziorem i otoczona wspaniałymi drzewami... Promnice były dla mnie najmilszym ze wszystkich dworów w Niemczech”. Tak pisała w swoich pamiętnikach księżna Daisy – żona księcia pszczyńskiego Jana Henryka XV. 
Pomieszczenia na I i II piętrze Zameczku zajmowane niegdyś przez rodzinę książęcą i ich gości, zostały zaadaptowane na potrzeby hotelu. Obecnie jest to ulubione miejsce spotkań aktorów, piosenkarzy, polityków.
Kościół pw. Najświętszej Maryi Panny w Kobiórze, ul. Rodzinna 11; 43-210 Kobiór
Pod koniec XIX w. wieś Kobiór była najludniejszą spośród wsi należących do parafii w Pszczynie. Również odległość do kościoła parafialnego była najdłuższa. Z tego powodu w 1884 r. kobiórzanie podjęli pierwsze starania o zezwolenie na budowę własnego kościoła. Swoją prośbę skierowali do kurii biskupiej we Wrocławiu. Wówczas też odbyło się zebranie całej gromady kobiórskiej w szkole z udziałem ks. Ohla, proboszcza pszczyńskiego. Ksiądz Ohl sprzeciwił się jednak życzeniom swych kobiórskich parafian. Chcieli oni mieć na miejscu przynajmniej kaplicę, w której jeden z księży z Pszczyny mógłby w niedziele i święta odprawiać nabożeństwo. W 1905 r. probostwo w Pszczynie objął ks. Thielmann, który wstawił się za mieszkańcami Kobióra. W liście do kurii wrocławskiej pisał, że powołanie w Kobiórze samodzielnej stacji duszpasterskiej jest jak najbardziej wskazane i dowodził, że kobiórzanie są w stanie utrzymać własnego duszpasterza. Jednak dopiero 4 sierpnia 1908 kuria wrocławska wydała dekret erygujący kurację w Kobiórze. Zgodnie z decyzją biskupa wrocławskiego dokument powoływał kurację z dniem 1 czerwca 1909 r. W latach 1911–1912 zbudowano kościół pod wezwaniem Wniebowzięcia Matki Boskiej. Jego poświęcenia dokonał 23 września 1912 roku, z upoważnienia księdza biskupa, ks. proboszcz Thielmann. W świątyni wybudowano ołtarz główny w 1912 roku oraz boczne ołtarze w 1916 roku. Fundatorem ołtarza Najświętszego Serca Pana Jezusa była rodzina rzeźnika Jana Matery, a ołtarza św. Józefa – kupiec Franciszek Słonina. Oba boczne ołtarze wykonał artysta-stolarz Schneider z Wrocławia. Natomiast ozdoby figuralne do tych ołtarzy zostały sprowadzone z Monachium. W późniejszym czasie kościół został przyozdobiony figurami św. Ludwika oraz św. Barbary. W ołtarzu głównym umieszczono obraz Wniebowzięcia Najświętszej Maryi Panny. Parafia została erygowana 1 kwietnia 1919. Równolegle z kościołem powstawał parafialny cmentarz i plebania, budowę której ukończono już w 1914 roku. Po Soborze Watykańskim II zmieniono wystrój kościoła. Prezbiterium oraz witraże zaprojektował artysta plastyk – Wiktor Ostrzołek. W latach 90. wybudowano na terenie Kobióra kaplicę mszalną p. w. św. Antoniego z Padwy, która 23 grudnia 1999 r. została pobłogosławiona przez arcybiskupa katowickiego Damiana Zimonia.
Grota Matki Boskiej z Lourdes, ul. Rodzinna 11; 43-210 Kobiór
Grota Matki Boskiej z Lourdes wybudowana z kamieni, wśród kamieni znajdują się kwiaty oraz tablica informacyjna. W grocie stoi figura Matki Boskiej. W tle widać dom parafialny i budynek probostwa z czerwonej cegły.
W 1996 roku, po powrocie parafian z pielgrzymki do Lourdes, zaplanowano wybudowanie przy kościele parafialnym kopii groty Matki Bożej, która ukazała się wizjonerce Bernadecie Soubirous w 1858 roku. Wybudowaną w ciągu kilku zimowych miesięcy grotę uroczyście poświęcono w Wielki Czwartek 1997 roku wodą przywiezioną z Lourdes.
Dąb papieski, ul. Rodzinna 11; 43-210 Kobiór
Dąb papieski wraz z tablicą informacyjną, obok stoi ławeczka i rośnie kilka drzew iglastych.
Dąb papieski nr 66 ze szkółki leśnej w Nadleśnictwie Rudy Raciborskie 12 kwietnia 2006 r. przywiózł do Kobióra kierowca miejscowego Nadleśnictwa Robert Szromek. Nadleśnictwo Kobiór jako jedno z pierwszych w 2006 r. zorganizowało uroczyste sadzenie wyjątkowego drzewka.
Wyboru miejsca sadzenia dokonali wspólnie: Nadleśniczy Nadleśnictwa Kobiór Piotr Tetla, wójt Kobióra Stefan Ryt oraz ks. Józef Piesiur – proboszcz parafii pw. Wniebowzięcia NMP. Uzgodniono, iż optymalnym rozwiązaniem służącym lokalnej społeczności będzie posadzenie drzewa na gruncie gminnym, na skwerze obok przykościelnego parkingu. Dzięki temu drzewo jest doskonale wyeksponowane, rośnie w sąsiedztwie kościoła w ruchliwym centrum miejscowości i jest swobodnie dostępne do oglądania. Do czasu posadzenia dąb pozostawał w osadzie leśnej w Kobiórze pod pieczą Jadwigi Tetla, która także zadbała o przystrojenie donicy drzewka na ceremonię sadzenia.
Uroczystość zorganizowało Nadleśnictwo Kobiór wespół z parafią. Lokalnej społeczności zapowiedział ją wcześniej ks. J. Piesiur w ogłoszeniach parafialnych. Wzięli w niej udział przede wszystkim leśnicy z Nadleśnictwa Kobiór oraz mieszkańcy. Wśród przybyłych gości byli: wójt S. Ryt, oraz starosta pszczyński Józef Tetla. Swoją obecnością to wyjątkowe spotkanie uświetniły poczty sztandarowe kół łowieckich, prowadzących gospodarkę łowiecką w lasach administrowanych przez Nadleśnictwo Kobiór. Nie zabrakło też przedstawicieli firm współpracujących z miejscowym nadleśnictwem.
Ceremonię rozpoczęła msza św. w kościele pw. Wniebowzięcia NMP. Celebrował ją ks. Proboszcz J. Piesiur. Po zakończeniu nabożeństwa nadleśniczy P. Tetla przybliżył historię dębów papieskich oraz zaprosił zebranych do wzięcia udziału w sadzeniu. Zebrani udali się na skwer, gdzie przygotowano miejsce dla Dębu Jana Pawła II. W gronie leśników Nadleśnictwa Kobiór uczestniczących w ceremonii były osoby, które wzięły udział w pamiętnej pielgrzymce leśników polskich do Stolicy Piotrowej w kwietniu 2004 r.: główna księgowa Irena Liszka oraz leśniczy Józef Szwara z żoną Ireną. Po posadzeniu dębu dzielili się oni wspomnieniami ze spotkania z Ojcem Świętym. W akcie sadzenia drzewka bezpośredni udział mieli ks. J. Piesiur, nadleśniczy P. Tetla, wójt S. Ryt, starosta pszczyński J. Tetla oraz Lucyna Kasztura – przedstawicielka mieszkańców Kobióra, którą wybrał nadleśniczy P. Tetla spośród osób zgromadzonych przed kościołem i zaprosił do udziału w sadzeniu drzewa. Posadzone drzewko podlały wodą z konewki: I. Szwara – żona leśniczego oraz I. Liszka – główna księgowa. Obok dębu, na szerokiej desce pionowo osadzonej w podłożu, wyeksponowano kopię certyfikatu pochodzenia drzewa. Oryginał certyfikatu trafił do archiwum Nadleśnictwa Kobiór. Notarialnie poświadczone odpisy certyfikatu przekazano do parafii i Urzędowi Gminy.
Podczas suchego lata 2006 r. dębem opiekował się podleśniczy Leśnictwa Radostowice Adam Fliegiel. W drugiej połowie 2006 r. gmina Kobiór ufundowała ozdobne kute ogrodzenie, które zainstalowano wokół drzewa. Niewielki placyk na skwerze, w bezpośrednim otoczeniu drzewka, wybrukowano w sposób umożliwiający dostęp do dębu od strony parkingu. Umieszczono tam także ławkę i tablicę informacyjną z wiadomościami o Dębie Jana Pawła II. Pieczę nad pamiątkowym dębem sprawują leśnicy z Nadleśnictwa Kobiór.
Izba Regionalna – Smolarnia, ul. Zmienna 36; 43-210 Kobiór
W 2003 roku z inicjatywy członków Kobiórskiego Koła Związku Górnośląskiego powstało Muzeum Regionalne „Smolarnia”. Budynek, w którym muzeum ma swoją siedzibę, został wzniesiony pod koniec XIX wieku, zbudowany jest z drewna na podmurówce. „W strefach szczytów deskowania zakończone są dekoracyjnymi wycinanymi ornamentami. Weranda posiada dekorację płycinową i wycinaną w formie stylizowanych lilii. W drzwiach znajdują się pozostałości dekoracyjnych kobaltowych oszkleń oraz szybek trawionych w ornamenty kwiatowe. Budynek ma wysoką wartość zabytkową i architektoniczną w skali gminy i regionu”.
W Muzeum Regionalnym „Smolarnia” zgromadzono wiele cennych eksponatów, z których najstarsze datuje się na drugą połowę XIX wieku. Zwiedzający mogą zobaczyć dwie wystawy tematyczne: „Nasz DOM kochany i niezapomniany” oraz „Od ziarenka do bochenka”.
W roku 2022 muzeum zostało przekształcone na Izbę Regionalną nad którą opiekę sprawuje Gminny Dom Kultury.
Obelisk upamiętniający więźniów podobozu KL Auschwitz-Birkenau w Kobiórze, ul. Leśników; 43-210 Kobiór
Największy spośród podobozów „leśnych” w lasach między Pszczyną a Tychami, powstały w grudniu 1942 r. na terenie Kobióra (niem. Kobier). W dwóch barakach otoczonych ogrodzeniem z drutu kolczastego przebywało początkowo około 60, a potem 150 więźniów. Osadzono w nim w większości Żydów, głównie z Polski, Francji, Belgii i Czech, ponadto kilku Niemców, Polaków i Rosjan. Najliczniejsze komando pracowało przy wyrębie lasu i wstępnej obróbce pni. Pozyskane drewno przekazywano nadleśnictwu, a gałęzie i materiał odpadowy były wykorzystywane do spalania zwłok ofiar zagłady w dołach i na stosach w Birkenau. Stanowisko kierownika (Lagerführera) sprawował SS-Unterscharführer Franz Baumgartner. Załoga podobozu liczyła ok. 20 esesmanów. Z częściowo zachowanych dokumentów wynika, że do kostnicy w Auschwitz I trafiło 31 zwłok więźniów z tego podobozu. W następnych miesiącach liczba więźniów wynajmowanych przez nadleśnictwo zmalała. Wiązało się to z uruchamianiem w Birkenau krematoriów opalanych koksem, a tym samym zmniejszeniem zapotrzebowania na drewno opałowe. Podobóz istniał do końca sierpnia 1943 r.
Krzyż przydrożny, ul. Rodzinna 97; 43-210 Kobiór
Krzyż przydrożny, usytuowany przy ul. Rodzinnej 97, wyciosany z piaskowca, realistycznie przedstawiający figurę Jezusa Chrystusa, powstał w 1890 roku, z fundacji Grzegorza i Zofii Rygułów. Według opinii służb konserwatorskich należy on do największych obiektów sakralnych tego typu na terenie Górnego Śląska. Na uwagę zasługuje fakt, że lewe ramię Chrystusa zostało przestrzelone przez żołnierza Armii Czerwonej w styczniu 1945 r. – otwór po kuli zachował się do dziś. Według przekazów, w tym miejscu planowano pierwotnie budowę kościoła w Kobiórze. W monografii „Kobiór-gmina-parafia”, opracowanej przez śląskiego historyka Ludwika Musioła, czytamy: „... że to właśnie spod tego krzyża w dniu 17 września 1911 r. został uroczyście w procesji przeniesiony kamień węgielny na miejsce budowy nowego kościoła i po dokonaniu aktu poświęcenia wmurowany”.
Zbiorniki wodne – „Dolina Trzech Stawów”, ul. Leśników; 43-210 Kobiór
Otoczone lasami zbiorniki wodne – Dolina Trzech Stawów – przy ul. Leśników w Kobiórze, zbudowano pod koniec ubiegłego wieku na gruntach należących do Skarbu Państwa. Powstały one w naturalnej dolinie, w miejscu połączenia Korzeńca północnego z południowym. Zbiorniki te retencjonują wodę czystą z Korzeńca północnego. W okresach wiosennych roztopów lub intensywnych opadów woda w rzece jest piętrzona na jazie, a następnie systemem rur grawitacyjnie doprowadzana do zbiornika górnego i środkowego. Aby uniknąć zbyt wysokiego piętrzenia wody, każdy ze zbiorników posiada niższy poziom lustra wody. Stare koryto Korzeńca przełożono na południową stronę doliny. Takie rozwiązanie przyjęto, aby uniknąć podtopienia terenów leśnych w przypadku powodzi. Lustro wody zbiorników ma powierzchnię ok. 15 ha, a ich pojemność wynosi ok. 300 tys. m³. Miejsce to służy rekreacji, a zbiorniki stanowią zapas wody dla celów przeciwpożarowych. Inwestorem zbiorników była gmina Kobiór przy współudziale ŚZMiUW w Katowicach i pomocy Nadleśnictwa Kobiór. Administratorem zbiorników jest gmina Kobiór.
Rezerwat Przyrody „Babczyna Dolina”, ul. Leśników; 43-210 Kobiór
Rezerwat Przyrody „Babczyna Dolina” to unikalne miejsce siedliska bagiennego, nadrzecza rozlewiska rzeki Korzeniec. Siedlisko to stwarza szczególne warunki bytowania roślin, zbliżone do naturalnego. Rośnie tutaj m.in. okrężnica bagienna wpisana jako gatunek ginący do Czerwonej Księgi Województwa Śląskiego. Osobliwością tego miejsca jest również zbiorowisko zwane podgórskim borem trzcinnikowym. Trzcinnik owłosiony, który w Nadleśnictwie jest rośliną bardzo pospolitą, w Europie jest rośliną rzadko występującą. Przez rezerwat biegnie ścieżka edukacyjno-przyrodnicza umożliwiająca jego zwiedzanie. Jej długość wynosi 2700 m, na zwiedzenie potrzeba ok. 45 minut. Ścieżka zaczyna się przy zastawce na rzece Korzeniec, biegnie przez trzy gminy – Kobiór, Suszec i Pszczyna. Przy ścieżce znajdują się tablice informacyjne.